# Émile Schuffenecker

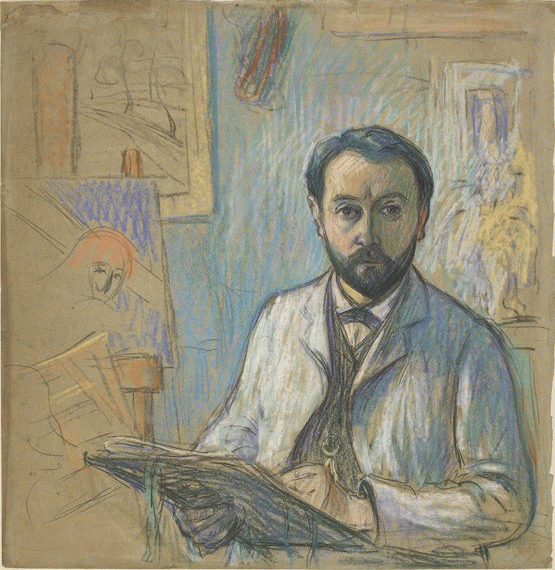
Autorretrato (1889), Musée d'Orsay.

Claude-Émile Schuffenecker (8 de diciembre de 1851, Fresne-Saint-Mamès, Haute-Saône - 31 de julio de 1934, París) fue un artista posimpresionista y sintetista francés. Fue el organizador de la Exposición Volpini de 1889, participando también con una selección de sus obras. Fue asimismo uno de los primeros coleccionistas de la obra de Vincent van Gogh.

## Relación con Gauguin

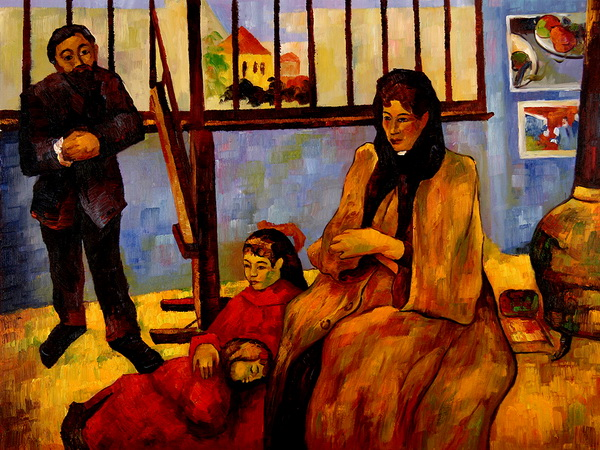
Paul Gauguin, La familia Schuffenecker (1889), Musée d'Orsay.

Schuffenecker y Paul Gauguin se conocieron cuando ambos trabajaban para un agente de bolsa a comienzos de la década de 1870, y Schuffenecker apoyó a Gauguin durante muchos años. En 1873, Schuffenecker fue testigo en la boda de Gauguin y más tarde el padrino de Emile Gauguin. Asimismo, Gauguin sería padrino del hijo de Schuffenecker, Paul. La familia de Schuffenecker fue retratada por Gauguin en 1889.

## Exposición Volpini

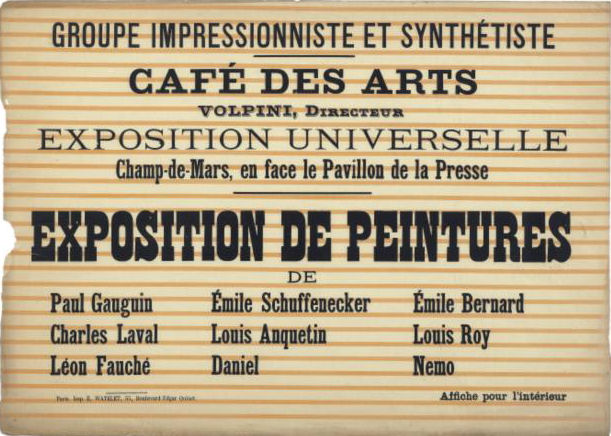
Cartel anunciando la Exposición Volpini de 1889.

Al no poder participar en la Exposición Universal de París (1889), por no haber sido invitados por la Académie des Beaux-Arts, el Groupe Impressioniste et Synthétiste, formado por Gauguin, Schuffenecker, Louis Anquetin y Émile Bernard entre otros, algunos de ellos de la Escuela de Pont-Aven, organizó una exposición paralela, conocida después como la Exposición Volpini. Aunque un fracaso en el sentido de que no vendieron ninguna obra, sí atrajo la atención de la generación de artistas jóvenes, entre ellos, posiblemente Edvard Munch. Maurice Denis también visitó la exposición.

## Los girasoles
En marzo de 1987, tras la subasta de un Jarrón con catorce girasoles, de Van Gogh, por una cifra récord hasta entonces en una subasta, de 39,9 millones de dólares, algunos expertos afirmaban que se trataba falsificación realizada por Schuffenecker, una polémica finalmente resuelta en 2002 con la publicación de un informe conjunto del Museo Van Gogh de Ámsterdam y del Art Institute of Chicago que confirma la autenticidad del cuadro, aunque matiza que Schuffenecker había restaurado la obra y realizado algunos pequeños retoques propios.

## Obras
Aunque sus obras han quedado eclipsadas por la atención prestada a Gauguin, la obra de Schuffenecker incluye un retrato de Meijer de Haan, y un retrato de la esposa del periodista Félicien Champsaur. Diez de sus obras, incluyendo su autorretrato, se encuentran en el Musée d'Orsay de París.

## Galería de imágenes

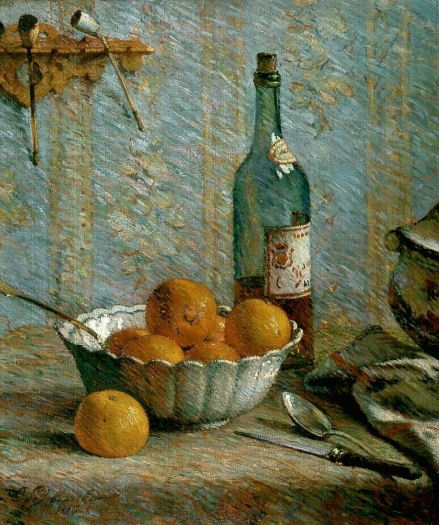
Naturaleza muerta con bol y frutas (1886). Museo Kröller-Müller, Otterlo, Países Bajos.
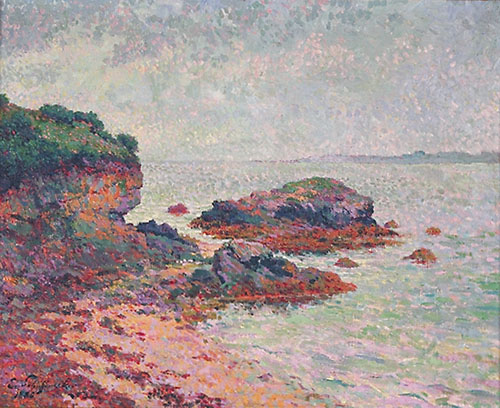
Costa rocosa en Bretaña (1886). Musée des Beaux-Arts de Quimper, Francia.
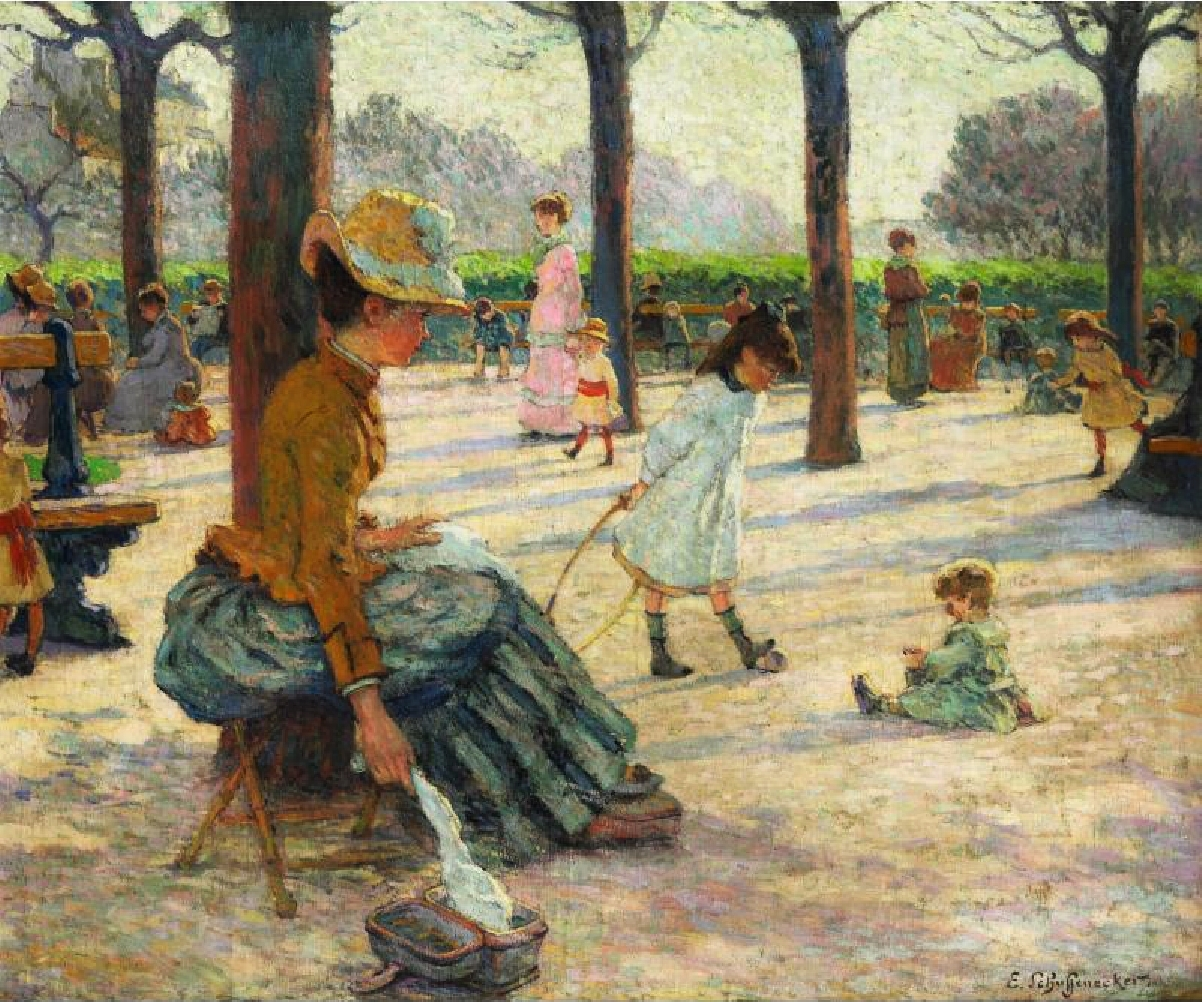
La plaza de Luxembourg (1886 a 1888).
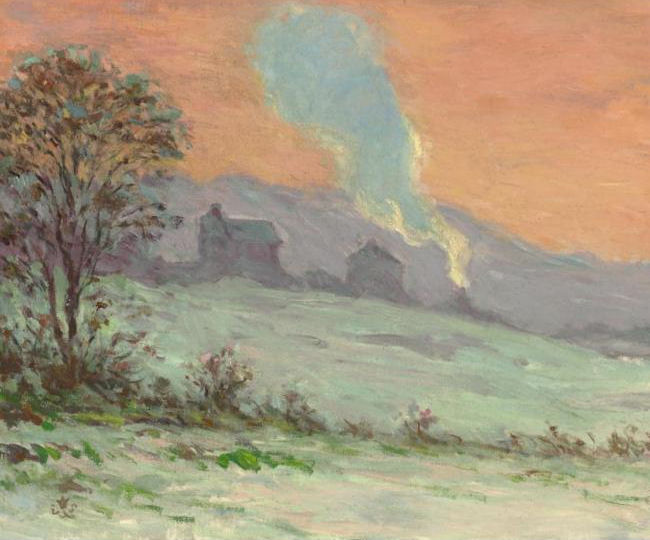
Paisaje con nieve (1887). Colección particular.
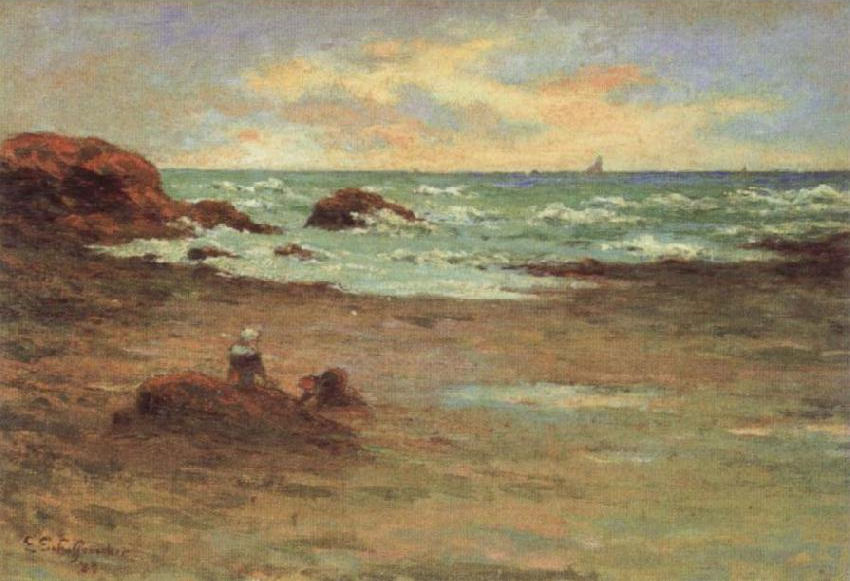
Puesta de sol en Concarneau (1887). Colección particular.
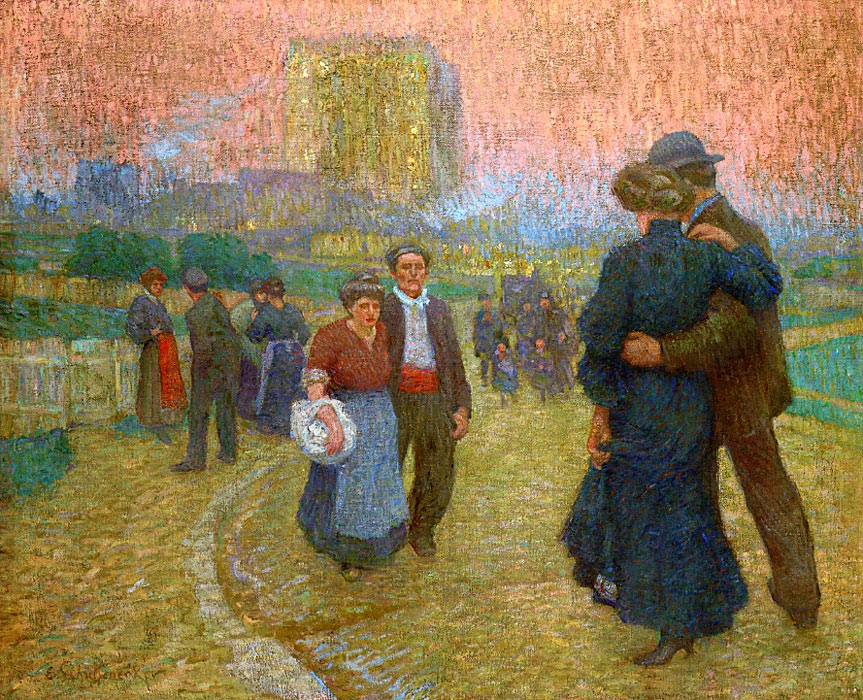
Paseo por la tarde; dos mundos (1888).
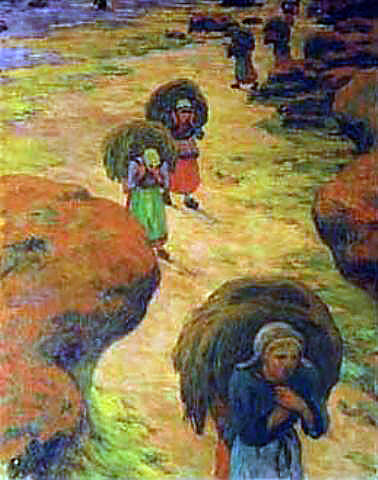
Les Ramasseuses de varech (1889). Colección particular.
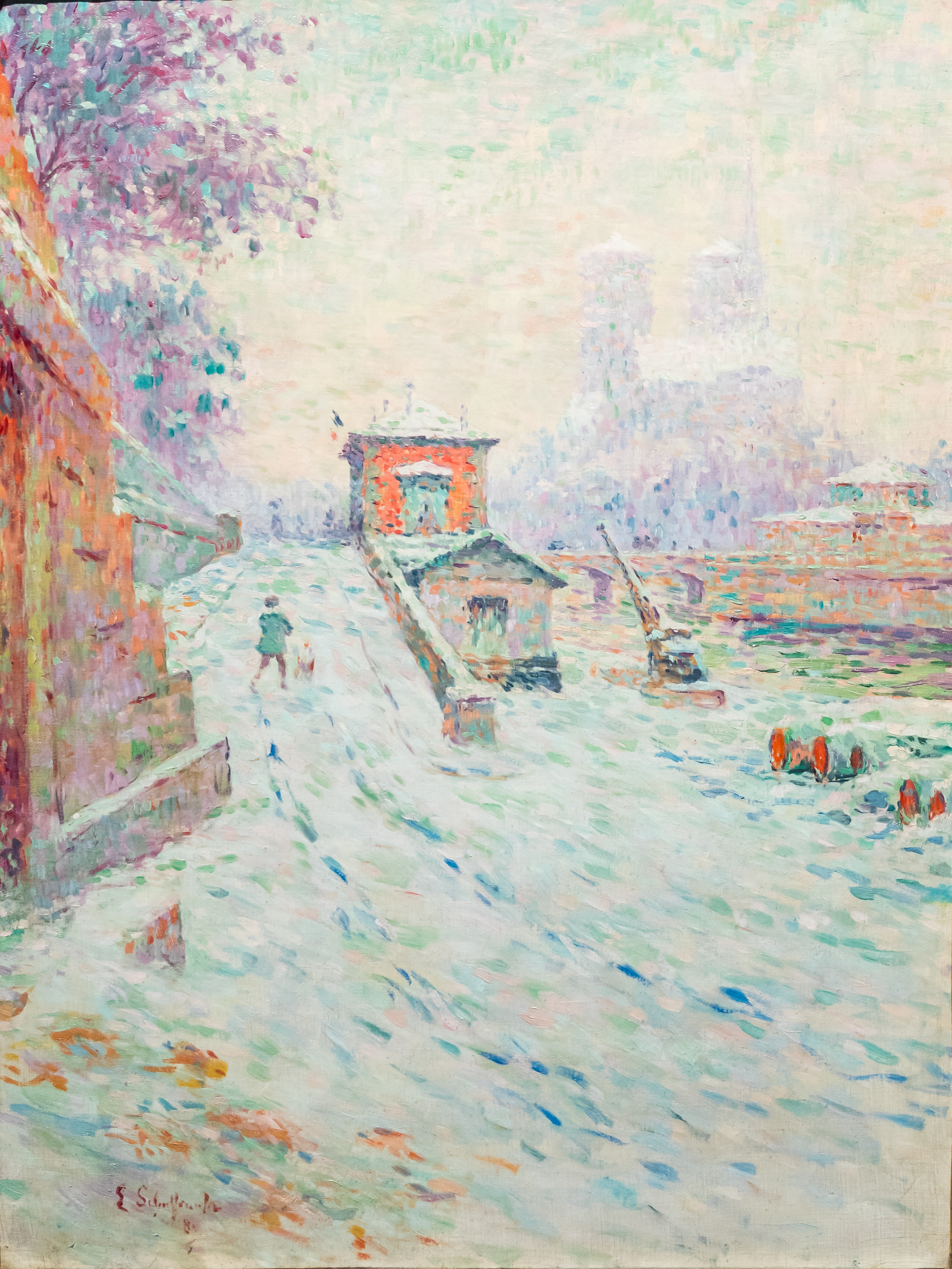
Notre-Dame con nieve (1889), Museo Wallraf-Richartz, Colonia.
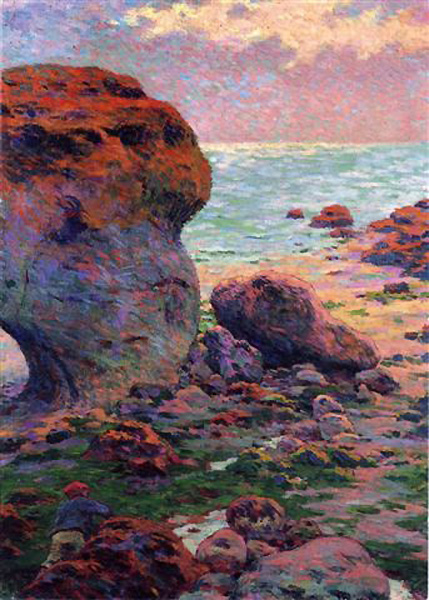
Rocas en Yport (1889). Musée Centre-des-Arts de Fécamp, Francia.
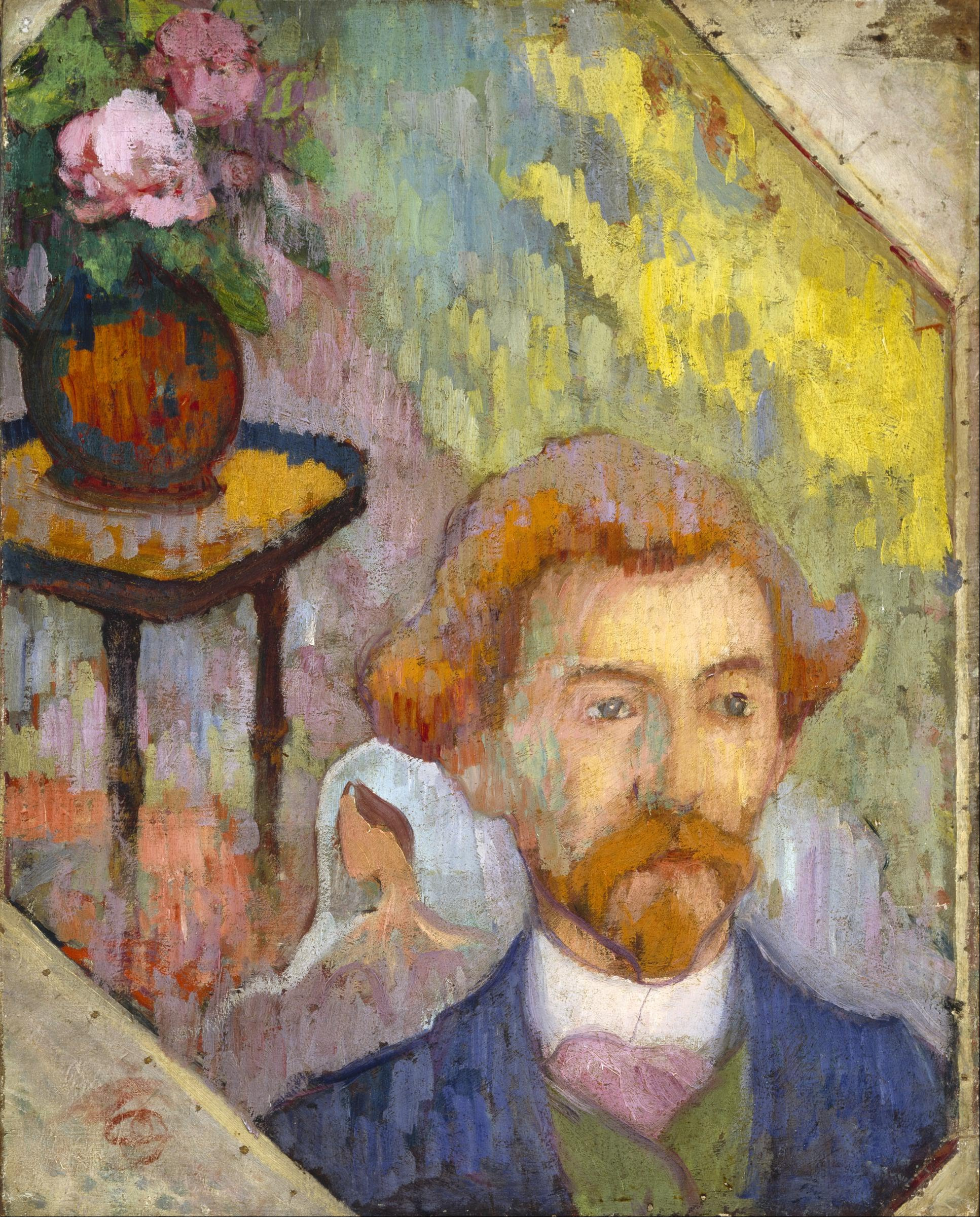
Émile Bernard (1889).	The Museum of Fine Arts, Houston.
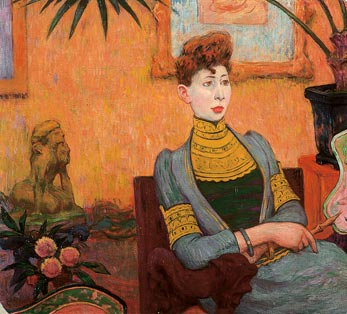
Retrato de Madame Champsaur (1890), Musée des beaux-arts de Pont-Aven.
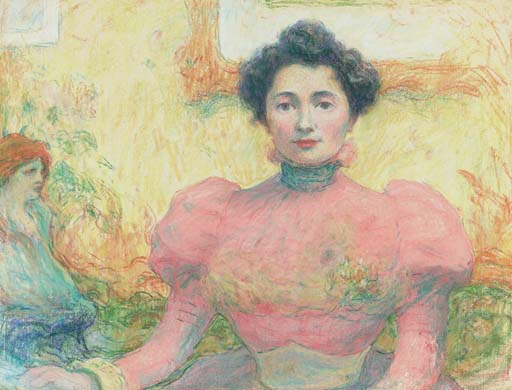
Condesa de la Rochefoucauld (1890).
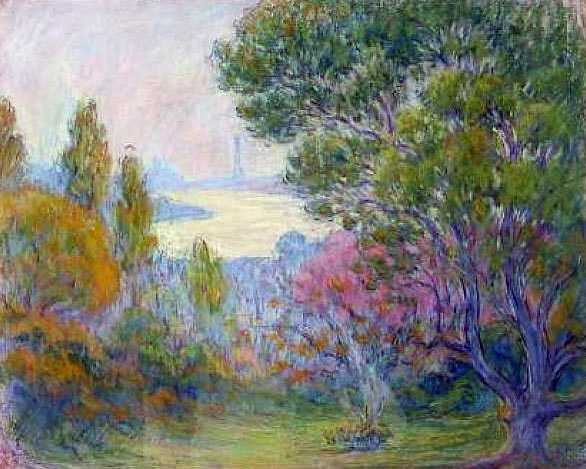
La Torre Eiffel vista desde Meudon, efecto de tarde (1890).
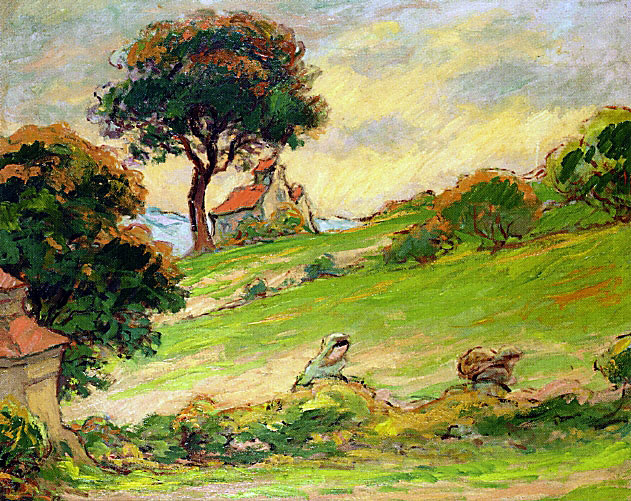
Paisaje bretón (1890).
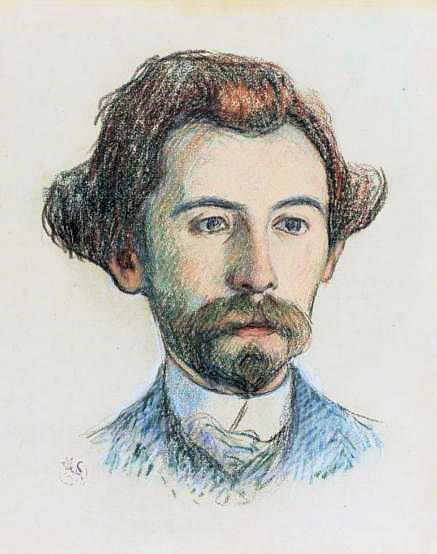
Retrato de Émile Bernard (1892). Colección particular.
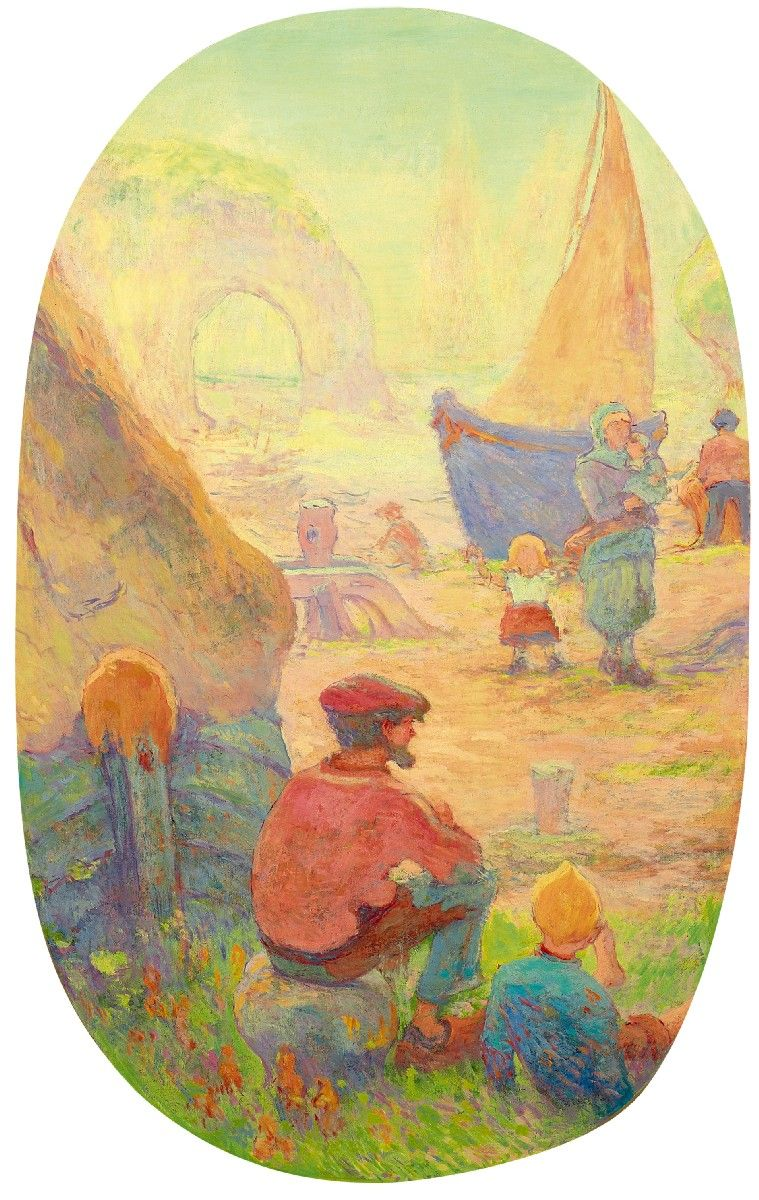
Pescadores en Étretat (Pescador en Yport; La familia del pescador). (1897).
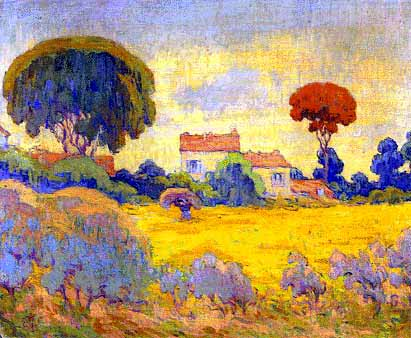
Paisaje (1900).
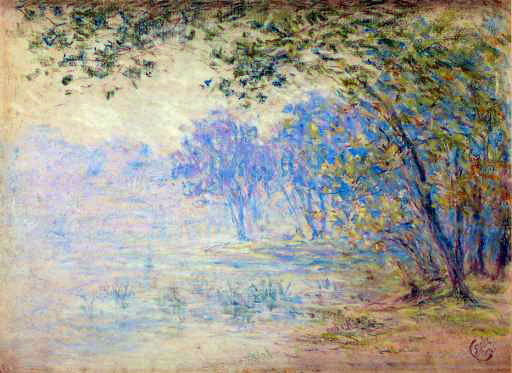
Mañana primaveral (1900).